# Amiruddin Sharifi
Amiruddin Sharifi (auch Amruddin oder Amredin; * 2. Juli 1992 in Teheran, Iran) ist ein afghanischer Fußballspieler. Seit 2018 spielt er beim kirgisischen Erstligisten Alai Osch und ist aktuell afghanischer Nationalspieler.

## Karriere

### Verein
Sharifi kam als Sohn afghanischer Flüchtlinge in der iranischen Hauptstadt Teheran zur Welt. Als Kind zog er mit seiner Familie zurück in die Heimat. Seine Karriere begann er in der Kabul Premier League bei Esteghlal Kabul. 2013 wechselte er zu Big Bear FC und wurde Kabuler Meister. Zur Saison 2013 startete der Stürmer bei Shaheen Asmayee in der Afghan Premier League und wurde direkt Meister. 2014 gelang die Titelverteidigung; ihm gelangen dabei fünf Tore in fünf Spielen. 2015 stand er wieder im Kader der Falken, kam aber nicht zum Einsatz; die Saison beendete man als Vizemeister. 2016 wurde Sharifi wieder afghanischer Meister. Dabei setzte er sich wieder als Stammspieler durch; in sechs Spielen gelangen ihm sechs Tore, wodurch er erstmals Torschützenkönig wurde.
Mit Shaheen Asmayee spielte Sharifi als erster Verein aus Afghanistan in einem internationalen Turnier; er kam in beiden Qualifikationsspielen gegen Hosilot FC zum Einsatz; letztlich gelang die Qualifikation nicht (0:1, 0:0). Ferner spielte er im Februar 2017 beim Sheikh Kamal International Club Cup, wo er mit vier Toren Torschützenkönig wurde. 2018 wechselte er als erster Afghane in die kirgisische Top Liga zu Alai Osch.

### Nationalmannschaft
Sharifi debütierte in der afghanischen Nationalmannschaft am 2. März 2013 beim 1:0-Sieg gegen Sri Lanka bei der Asien-Cup-Qualifikation 2015. Er stand im endgültigen Kader der Nationalmannschaft für die Südasienmeisterschaft 2013. Während des Turniers kam er zweimal zum Einsatz; am Ende wurde man nach dem 2:0-Finalsieg gegen Indien erstmals Südasienmeister.

## Sonstiges
Sein Bruder Zainuddin ist ebenfalls Fußballspieler. Gemeinsam haben sie sowohl auf Vereins- als auch auf Nationalmannschaftsebene gespielt.

## Erfolge
Nationalmannschaft
- Südasienmeister: 2013

Verein
- Afghanischer Meister: 2013, 2014, 2016
- Kabuler Meister: 2013

Auszeichnungen
- Torschützenkönig der Afghan Premier League: 2016
- Torschützenkönig beim Sheikh Kamal International Club Cup: 2017